# 普卢默环形山
普卢默环形山（Plummer）是位于月球背面南半部一座古老的大撞击坑，约形成于39.2-38.5亿年前的酒海纪，其名称取自英国天文学家亨利·克罗泽·基廷·普卢默（Henry Crozier Keating Plummer，1875年-1946年），1970年被国际天文学联合会批准接受。

## 描述

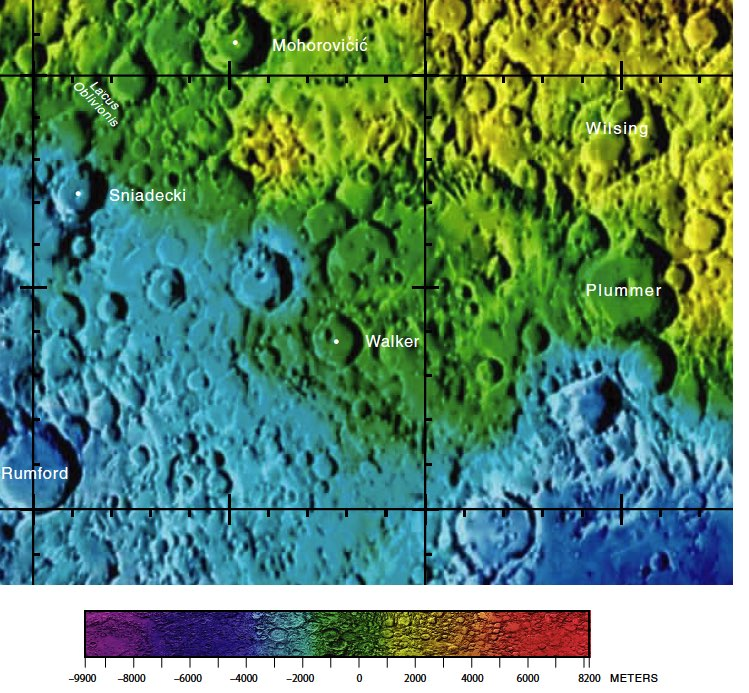
普卢默环形山的周边，月球背面区域详图。

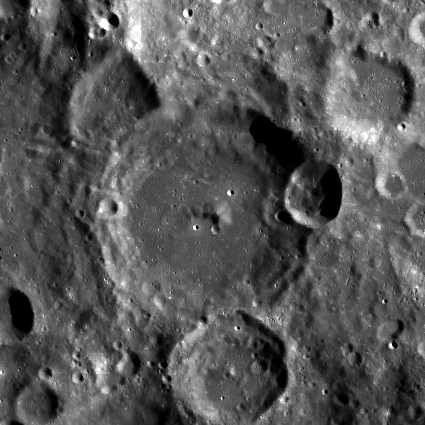
月球勘测轨道飞行器拍摄的图像

该陨坑位于南极-艾托肯盆地北侧内壁上，西侧毗邻较小的沃克陨石坑、背面靠近大小类似的沃尔辛环形山，已磨损的巴林杰环形山位于它的东南，而东南偏南面则坐落了巨大的阿波罗环形山。该陨坑中心月面坐标为24°37′S 154°52′W / 24.62°S 154.86°W，直径75.70公里，深度约2.78公里。
普卢默环形山外观大致圆状，环坑壁覆盖有数座醒目的撞击坑，其中最大的是切入在南侧壁上的卫星坑“普卢默 M”，东侧壁上则横跨了一座相对年轻的无名坑，而它的西北壁部分重叠在略小的“普卢默 W”上。该环形山内侧壁分布有一些已磨损的阶地状结构残迹，坑壁最大高出周边地形1330米，内部容积约5215.4立方千米。坑内地表相对平坦，散布有许多细小的陨石坑，坑底中心点偏东坐落了一座圆锥状的中央峰。

## 卫星陨石坑
按惯例，最靠近普卢默环形山的卫星坑将在月图上以字母标注在它的中心点旁边.

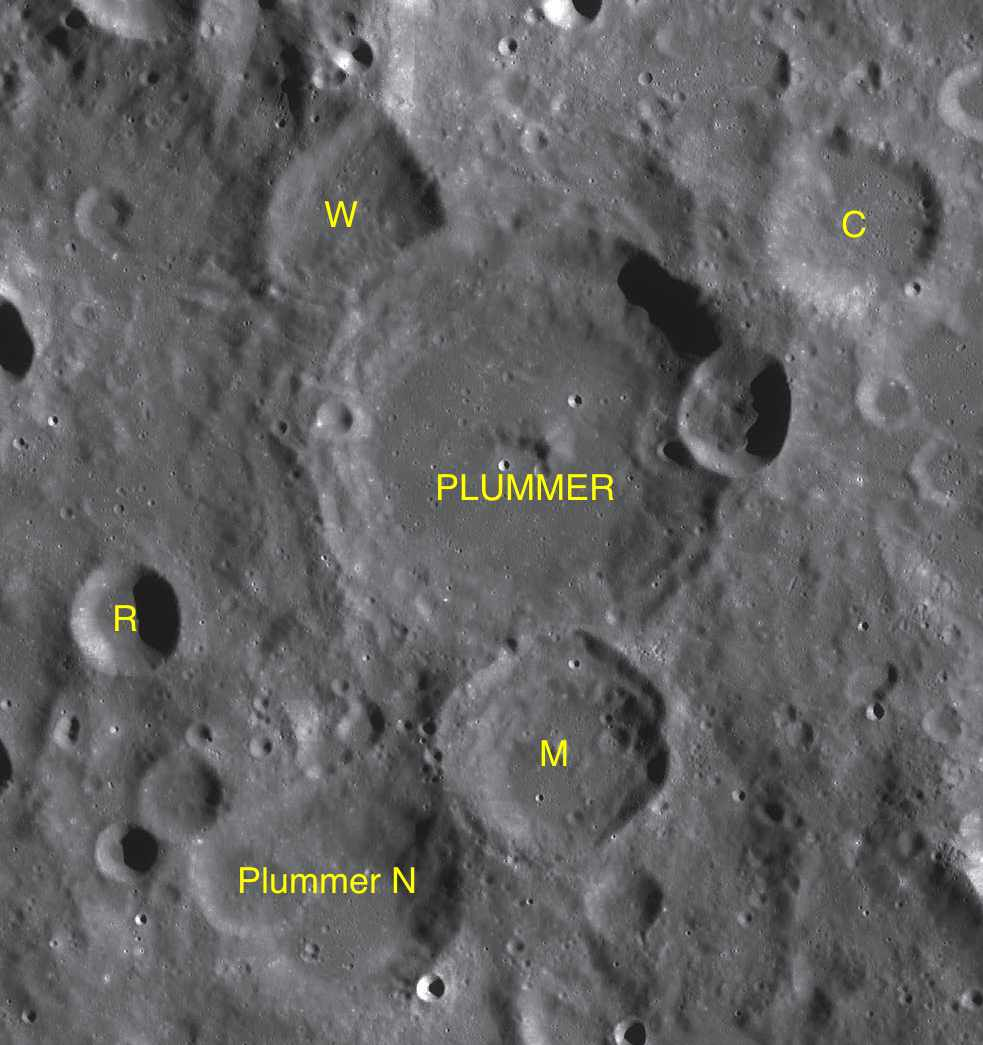
LAC-105 区域图

| 普卢默 | 纬度    | 经度     | 直径    |
| ------ | ------- | -------- | ------- |
| C      | 23.7° S | 153.1° W | 29 公里 |
| M      | 26.8° S | 154.9° W | 41 公里 |
| N      | 27.7° S | 156.3° W | 42 公里 |
| R      | 26.0° S | 157.7° W | 22 公里 |
| W      | 23.9° S | 156.2° W | 33 公里 |

- 卫星坑“普卢默 M”约形成于晚雨海世[1]；
- 卫星坑“普卢默 N”约形成于酒海纪[1]。

## 另请参阅
- Andersson, L. E.; Whitaker, E. A. . NASA RP-1097. 1982.
- Blue, Jennifer. . USGS. July 25, 2007  [2007-08-05]. （原始内容存档于2015-05-26）.
- Bussey, B.; Spudis, P. . New York: Cambridge University Press. 2004. ISBN 978-0-521-81528-4.
- Cocks, Elijah E.; Cocks, Josiah C. . Tudor Publishers. 1995. ISBN 978-0-936389-27-1.
- McDowell, Jonathan. . Jonathan's Space Report. July 15, 2007  [2007-10-24]. （原始内容存档于2015-01-12）.
- Menzel, D. H.; Minnaert, M.; Levin, B.; Dollfus, A.; Bell, B. . Space Science Reviews. 1971, 12 (2): 136–186. Bibcode:1971SSRv...12..136M. doi:10.1007/BF00171763.
- Moore, Patrick. . Sterling Publishing Co. 2001. ISBN 978-0-304-35469-6.
- Price, Fred W. . Cambridge University Press. 1988. ISBN 978-0-521-33500-3.
- Rükl, Antonín. . Kalmbach Books. 1990. ISBN 978-0-913135-17-4.
- Webb, Rev. T. W.  6th revised. Dover. 1962. ISBN 978-0-486-20917-3.
- Whitaker, Ewen A. . Cambridge University Press. 1999. ISBN 978-0-521-62248-6.
- Wlasuk, Peter T. . Springer. 2000. ISBN 978-1-85233-193-1.